# Ikh-Uul
Ikh-Uul ou Ih-Uul (mongol en écriture cyrillique : Их-Уул сум) est un Sum (district) de Mongolie dans la province de Khövsgöl.